# Liga das Nações da CONCACAF de 2019–20
A Liga das Nações da CONCACAF de 2019–20 foi a primeira edição do torneio envolvendo as seleções principais associadas a CONCACAF. As eliminatórias ocorreram entre setembro de 2018 até março de 2019, a fase de grupos entre setembro e novembro de 2019 e a fase final originalmente seria disputada em março de 2020. As eliminatórias serviram como seletiva para a Copa Ouro da CONCACAF de 2019. A fase de grupos da competição também servirá como eliminatória para a Copa Ouro da CONCACAF de 2021. Em 3 de abril de 2020, a fase final foi adiada para março de 2021 devido a pandemia de COVID-19. Em 22 de setembro de 2020, a CONCACAF anunciou que a fase final foi novamente adiada para junho de 2021. Em 24 de fevereiro de 2021, a CONCACAF confirmou as datas para as finais da Liga das Nações da CONCACAF, remarcadas para 3 a 6 de junho de 2021.

## Formato
O formato e calendário da competição foram anunciados em 7 de março de 2018 em Miami Beach nos Estados Unidos.
O formato utilizado foi criado por Leandro A. Shara, do Chile.
A competição começou com uma fase eliminatória disputada em quatro rodadas entre setembro de 2018 até março de 2019, o qual determinou a composição das ligas para a fase de grupos. Além das 6 seleções que participaram da quinta fase das eliminatórias para a Copa do Mundo FIFA de 2018, outras 34 seleções entraram no processo de qualificação (a seleção da Guatemala não pôde entrar devido a suspensão da FIFA). Cada seleção disputou quatro partidas, duas fora e duas em casa com os resultados sendo compilados em uma tabela de classificação. Baseado nesta classificação, as seleções foram divididas em níveis para a fase de grupos. Além disso, as 10 seleções melhores classificadas nas eliminatórias se classificaram para a Copa Ouro da CONCACAF de 2019, se juntando aos 6 participantes da quinta fase das eliminatórias para a Copa do Mundo FIFA de 2018.
A fase de grupos consiste em três divisões diferentes e será disputada entre o Calendário Oficial de Partidas Internacionais da FIFA em setembro, outubro e novembro de 2019. Os países serão organizados em três ligas (A, B e C) de acordo com o nível técnico das seleções. Cada uma destas ligas serão divididas em quatro grupos apresentando ascenso e descenso.
Em setembro de 2019 a CONCACAF anunciou que a Liga das Nações servirá como eliminatória para a Copa Ouro da CONCACAF de 2021 (nenhuma seleção irá se classificar automaticamente).
As seleções irão se classificar para a Copa Ouro seguindo os seguintes critérios após a fase de grupos se encerrar em novembro de 2019:
- Os dois melhores colocados de cada um dos grupos da Liga A
- Os vencedores de cada grupo da Liga B
- Os quatro vencedores vindos de uma eliminatória separada por duas fases entre os quatro terceiros colocados na Liga A, os quatro segundos lugares da Liga B e os quatro primeiros colocados na Liga C.

## Seleções participantes
Das 41 seleções afiliadas a CONCACAF, 40 entraram na competição. A Federação Nacional de Futebol da Guatemala foi suspensa pela FIFA em outubro de 2016, E portanto está inelegível para entrar nas eliminatórias depois de perder o prazo de 1 de março de 2018. Entretanto, como a suspensão foi revogada em maio de 2018, a seleção se qualificou automaticamente para a Liga C.
As 6 seleções que participaram da quinta fase das eliminatórias para a Copa do Mundo FIFA de 2018 receberam vaga automática na Liga A. As 34 seleções restantes entraram nas eliminatórias para determinar qual liga cada irá entrar.
| Legenda | Legenda                                                                                       |
| ------- | --------------------------------------------------------------------------------------------- |
|         | Participantes da quinta fase das eliminatórias para a Copa do Mundo FIFA de 2018              |
|         | Participante das eliminatórias                                                                |
|         | Associação suspensa na data limite para entrar nas eliminatórias – Qualificada para a Liga C. |

| Ranking | Seleção               | Pts   |
| ------- | --------------------- | ----- |
| 1       | México                | 2.047 |
| 2       | Estados Unidos        | 1.853 |
| 3       | Costa Rica            | 1.845 |
| 4       | Panamá                | 1.700 |
| 5       | Honduras              | 1.669 |
| 6       | Jamaica               | 1.516 |
| 7       | Canadá                | 1.448 |
| 8       | Guatemala             | 1.417 |
| 9       | Haiti                 | 1.348 |
| 10      | El Salvador           | 1.347 |
| 11      | Trinidad e Tobago     | 1.339 |
| 12      | Martinica             | 1.271 |
| 13      | Cuba                  | 1.146 |
| 14      | Guiana Francesa       | 1.108 |
| 15      | Guadalupe             | 1.089 |
| 16      | Nicarágua             | 1.032 |
| 17      | São Cristóvão e Neves | 1.023 |
| 18      | Curaçau               | 1.018 |
| 19      | Suriname              | 991   |
| 20      | Antígua e Barbuda     | 946   |
| 21      | República Dominicana  | 925   |

| Ranking | Seleção                  | Pts |
| ------- | ------------------------ | --- |
| 22      | Bermudas                 | 924 |
| 23      | Guiana                   | 914 |
| 24      | Belize                   | 853 |
| 25      | Bonaire                  | 799 |
| 26      | Granada                  | 795 |
| 27      | São Vicente e Granadinas | 793 |
| 28      | Santa Lúcia              | 773 |
| 29      | Barbados                 | 731 |
| 30      | Porto Rico               | 693 |
| 31      | Bahamas                  | 627 |
| 32      | Dominica                 | 563 |
| 33      | Aruba                    | 559 |
| 34      | Ilhas Caimã              | 543 |
| 35      | Turcas e Caicos          | 483 |
| 36      | Monserrate               | 435 |
| 37      | Ilhas Virgens Americanas | 401 |
| 38      | São Martinho Francês     | 352 |
| 39      | São Martinho Neerlandês  | 336 |
| 40      | Anguila                  | 261 |
| 41      | Ilhas Virgens Britânicas | 261 |

## Calendário
Este é o calendário da competição.
A fase final da Liga das Nações seria originalmente disputada entre 23 e 31 de março de 2020. Entretanto, a CONCACAF anunciou em 5 de agosto de 2019 que a fase final seria disputada em junho de 2020. O calendário da fase final foi anunciado em 9 de março de 2020, com as semifinais sendo disputadas em 4 de junho e a disputa pelo terceiro lugar e a final em 7 de junho de 2020. Em 3 de abril de 2020, a fase final foi adiada devido a pandemia de COVID-19. Em 27 de julho de 2020 a CONCACAF anunciou que a fase final seria disputada entre 22 e 30 de março de 2021. Entretanto, devido ao adiamento da primeira fase das eliminatórias para a Copa do Mundo de 2022 da CONCACAF, a CONCACAF anunciou que a fase final será disputada em junho de 2021.
| Fase           | Rodada                      | Datas                     |
| -------------- | --------------------------- | ------------------------- |
| Eliminatórias  | Primeira rodada             | 6–11 de setembro de 2018  |
| Eliminatórias  | Segunda rodada              | 11–16 de outubro de 2018  |
| Eliminatórias  | Terceira rodada             | 16–20 de novembro de 2018 |
| Eliminatórias  | Quarta rodada               | 21–26 de março de 2019    |
| Fase de grupos | Primeira rodada             | 5–10 de setembro de 2019  |
| Fase de grupos | Segunda rodada              | 5–10 de setembro de 2019  |
| Fase de grupos | Terceira rodada             | 10–15 de outubro de 2019  |
| Fase de grupos | Quarta rodada               | 10–15 de outubro de 2019  |
| Fase de grupos | Quinta rodada               | 14–19 de novembro de 2019 |
| Fase de grupos | Sexta rodada                | 14–19 de novembro de 2019 |
| Fase final     | Semifinais                  | junho de 2021             |
| Fase final     | Disputa pelo terceiro lugar | junho de 2021             |
| Fase final     | Final                       | junho de 2021             |

## Eliminatórias
| Legenda | Legenda                                                                      |
| ------- | ---------------------------------------------------------------------------- |
|         | Seleções classificadas a Liga A de 2019–20 e a Copa Ouro da CONCACAF de 2019 |
|         | Seleções classificadas a Liga B de 2019–20 e a Copa Ouro da CONCACAF de 2019 |
|         | Seleções classificadas a Liga B de 2019–20                                   |
|         | Seleções classificadas a Liga C de 2019–20                                   |

O sorteio para esta fase foi realizado em 7 de março de 2018. As 34 seleções foram divididas em quatro potes baseado na sua posição no ranking da CONCACAF.
| Pos. | Equipe                   | Pts | J | V | E | D | GP | GC | SG  |
| ---- | ------------------------ | --- | - | - | - | - | -- | -- | --- |
| 1    | Haiti                    | 12  | 4 | 4 | 0 | 0 | 19 | 2  | +17 |
| 2    | Canadá                   | 12  | 4 | 4 | 0 | 0 | 18 | 1  | +17 |
| 3    | Martinica                | 12  | 4 | 4 | 0 | 0 | 10 | 2  | +8  |
| 4    | Curaçau                  | 9   | 4 | 3 | 0 | 1 | 22 | 2  | +20 |
| 5    | Bermudas                 | 9   | 4 | 3 | 0 | 1 | 17 | 4  | +13 |
| 6    | Cuba                     | 9   | 4 | 3 | 0 | 1 | 15 | 2  | +13 |
| 7    | Guiana                   | 9   | 4 | 3 | 0 | 1 | 14 | 3  | +11 |
| 8    | Jamaica                  | 9   | 4 | 3 | 0 | 1 | 12 | 3  | +9  |
| 9    | Nicarágua                | 9   | 4 | 3 | 0 | 1 | 9  | 2  | +7  |
| 10   | El Salvador              | 9   | 4 | 3 | 0 | 1 | 7  | 2  | +5  |
| 11   | Monserrate               | 9   | 4 | 3 | 0 | 1 | 6  | 3  | +3  |
| 12   | Suriname                 | 7   | 4 | 2 | 1 | 1 | 8  | 2  | +6  |
| 13   | Santa Lúcia              | 7   | 4 | 2 | 1 | 1 | 7  | 4  | +3  |
| 14   | Dominica                 | 7   | 4 | 2 | 1 | 1 | 6  | 5  | +1  |
| 15   | São Cristóvão e Neves    | 6   | 4 | 2 | 0 | 2 | 11 | 3  | +8  |
| 16   | República Dominicana     | 6   | 4 | 2 | 0 | 2 | 9  | 4  | +5  |
| 17   | Belize                   | 6   | 4 | 2 | 0 | 2 | 6  | 3  | +3  |
| 18   | Antígua e Barbuda        | 6   | 4 | 2 | 0 | 2 | 10 | 8  | +2  |
| 19   | Guiana Francesa          | 6   | 4 | 2 | 0 | 2 | 8  | 6  | +2  |
| 20   | São Vicente e Granadinas | 6   | 4 | 2 | 0 | 2 | 5  | 6  | –1  |
| 21   | Granada                  | 6   | 4 | 2 | 0 | 2 | 7  | 14 | –7  |
| 22   | Aruba                    | 4   | 4 | 1 | 1 | 2 | 5  | 6  | –1  |
| 23   | Guadalupe                | 4   | 4 | 1 | 1 | 2 | 3  | 7  | –4  |
| 24   | Turcas e Caicos          | 4   | 4 | 1 | 1 | 2 | 5  | 23 | –18 |
| 25   | Barbados                 | 3   | 4 | 1 | 0 | 3 | 3  | 7  | –4  |
| 26   | Bonaire                  | 3   | 4 | 1 | 0 | 3 | 3  | 14 | –11 |
| 27   | Ilhas Virgens Americanas | 3   | 4 | 1 | 0 | 3 | 3  | 16 | –13 |
| 28   | São Martinho Neerlandês  | 3   | 4 | 1 | 0 | 3 | 4  | 30 | –26 |
| 29   | Ilhas Caimã              | 1   | 4 | 0 | 1 | 3 | 1  | 9  | –8  |
| 30   | Ilhas Virgens Britânicas | 1   | 4 | 0 | 1 | 3 | 3  | 13 | –10 |
| 31   | Anguila                  | 1   | 4 | 0 | 1 | 3 | 1  | 15 | –14 |
| 32   | Bahamas                  | 1   | 4 | 0 | 1 | 3 | 1  | 15 | –14 |
| 33   | Porto Rico               | 0   | 4 | 0 | 0 | 4 | 0  | 5  | –5  |
| 34   | São Martinho Francês     | 0   | 4 | 0 | 0 | 4 | 5  | 22 | –17 |

## Sorteio
Os 41 membros da CONCACAF serão alocados em potes baseado em sua classificação. As seleções serão divididas em potes seguindo o ranking da CONCACAF de novembro de 2018. A Liga A terá três potes com quatro seleções, enquanto a Liga B terá quatro potes de quatro seleções. Liga C terá três potes com os potes 1 e 2 contendo quatro seleções cada, enquanto o pote três terá cinco seleções.
| Pote | Seleção           | Pts   | Pos |
| ---- | ----------------- | ----- | --- |
| 1    | México            | 1.998 | 1   |
| 1    | Estados Unidos    | 1.863 | 2   |
| 1    | Costa Rica        | 1.752 | 3   |
| 1    | Honduras          | 1.630 | 4   |
| 2    | Panamá            | 1.579 | 5   |
| 2    | Canadá            | 1.471 | 7   |
| 2    | Haiti             | 1.359 | 10  |
| 2    | Trinidad e Tobago | 1.342 | 11  |
| 3    | Martinica         | 1.286 | 12  |
| 3    | Cuba              | 1.152 | 13  |
| 3    | Curaçau           | 1.079 | 15  |
| 3    | Bermudas          | 865   | 23  |

| Pote | Seleção                  | Pts   | Pos |
| ---- | ------------------------ | ----- | --- |
| 1    | Jamaica                  | 1.507 | 6   |
| 1    | El Salvador              | 1.380 | 9   |
| 1    | Nicarágua                | 1.083 | 14  |
| 1    | Guiana Francesa          | 1.057 | 16  |
| 2    | São Cristóvão e Neves    | 1.018 | 18  |
| 2    | República Dominicana     | 983   | 19  |
| 2    | Suriname                 | 975   | 20  |
| 2    | Guiana                   | 953   | 21  |
| 3    | Antígua e Barbuda        | 930   | 22  |
| 3    | Belize                   | 831   | 24  |
| 3    | São Vicente e Granadinas | 821   | 25  |
| 3    | Santa Lúcia              | 813   | 26  |
| 4    | Granada                  | 749   | 28  |
| 4    | Aruba                    | 638   | 31  |
| 4    | Dominica                 | 593   | 32  |
| 4    | Monserrate               | 478   | 35  |

| Pote | Seleção                  | Pts   | Pos |
| ---- | ------------------------ | ----- | --- |
| 1    | Guatemala                | 1.419 | 8   |
| 1    | Guadalupe                | 1.054 | 17  |
| 1    | Bonaire                  | 766   | 27  |
| 1    | Barbados                 | 707   | 29  |
| 2    | Porto Rico               | 665   | 30  |
| 2    | Bahamas                  | 582   | 33  |
| 2    | Ilhas Caimã              | 532   | 34  |
| 2    | Turcas e Caicos          | 453   | 36  |
| 3    | Ilhas Virgens Americanas | 392   | 37  |
| 3    | São Martinho Francês     | 338   | 38  |
| 3    | São Martinho Neerlandês  | 328   | 39  |
| 3    | Ilhas Virgens Britânicas | 257   | 40  |
| 3    | Anguila                  | 250   | 41  |

O sorteio para a fase de grupos foi realizado em 27 de março de 2019 no The Cosmopolitan Resort & Casino em Las Vegas, Estados Unidos.

## Liga A
| Legenda | Legenda                                                                                                 |
| ------- | --- |
|         | Seleções classificadas a fase final e para a Copa Ouro de 2021                                          |
|         | Seleções classificadas para a Copa Ouro de 2021                                                         |
|         | Rebaixamento a Liga B de 2022–23 Avança para a primeira fase das eliminatórias para a Copa Ouro de 2021 |

### Grupo A
| Pos. | Seleção        | Pts | J | V | E | D | GP | GC | SG  |
| ---- | -------------- | --- | - | - | - | - | -- | -- | --- |
| 1    | Estados Unidos | 9   | 4 | 3 | 0 | 1 | 15 | 3  | +12 |
| 2    | Canadá         | 9   | 4 | 3 | 0 | 1 | 10 | 4  | +6  |
| 3    | Cuba           | 0   | 4 | 0 | 0 | 4 | 0  | 18 | –18 |

|                | Estados Unidos | Canadá | Cuba |
| -------------- | -------------- | ------ | ---- |
| Estados Unidos |                | 4–1    | 7–0  |
| Canadá         | 2–0            |        | 6–0  |
| Cuba           | 0–4            | 0–1    |      |

### Grupo B
| Pos. | Seleção  | Pts | J | V | E | D | GP | GC | SG  |
| ---- | -------- | --- | - | - | - | - | -- | -- | --- |
| 1    | México   | 12  | 4 | 4 | 0 | 0 | 13 | 3  | +10 |
| 2    | Panamá   | 3   | 4 | 1 | 0 | 3 | 5  | 9  | –4  |
| 3    | Bermudas | 3   | 4 | 1 | 0 | 3 | 5  | 11 | –6  |

|          | México | Panamá | Bermudas |
| -------- | ------ | ------ | -------- |
| México   |        | 3–1    | 2–1      |
| Panamá   | 0–3    |        | 0–2      |
| Bermudas | 1–5    | 1–4    |          |

### Grupo C
| Pos. | Seleção           | Pts | J | V | E | D | GP | GC | SG |
| ---- | ----------------- | --- | - | - | - | - | -- | -- | -- |
| 1    | Honduras          | 10  | 4 | 3 | 1 | 0 | 8  | 1  | +7 |
| 2    | Martinica         | 3   | 4 | 0 | 3 | 1 | 4  | 5  | –1 |
| 3    | Trinidad e Tobago | 2   | 4 | 0 | 2 | 2 | 3  | 9  | –6 |

|                   | Honduras | Trindade e Tobago | Martinica |
| ----------------- | -------- | ----------------- | --------- |
| Honduras          |          | 4–0               | 1–0       |
| Trinidad e Tobago | 0–2      |                   | 2–2       |
| Martinica         | 1–1      | 1–1               |           |

### Grupo D
| Pos. | Seleção    | Pts | J | V | E | D | GP | GC | SG |
| ---- | ---------- | --- | - | - | - | - | -- | -- | -- |
| 1    | Costa Rica | 6   | 4 | 1 | 3 | 0 | 4  | 3  | +1 |
| 2    | Curaçau    | 5   | 4 | 1 | 2 | 1 | 3  | 3  | 0  |
| 3    | Haiti      | 3   | 4 | 0 | 3 | 1 | 3  | 4  | –1 |

|            | Costa Rica | Haiti | Curaçau |
| ---------- | ---------- | ----- | ------- |
| Costa Rica |            | 1–1   | 0–0     |
| Haiti      | 1–1        |       | 1–1     |
| Curaçao    | 1–2        | 1–0   |         |

### Fase final
As semifinais serão disputadas em 3 de junho enquanto a semifinal e a final serão disputadas em 6 de junho de 2021.

#### Ranking
As quatro seleções serão ranqueadas baseadas nos seus resultados na fase de grupos para determinar os confrontos das semifinais.
| Pos. | Seleção        | Pts | J | V | E | D | GP | GC | SG  | Grupo |
| ---- | -------------- | --- | - | - | - | - | -- | -- | --- | ----- |
| 1    | México         | 12  | 4 | 4 | 0 | 0 | 13 | 3  | +10 | B     |
| 2    | Honduras       | 10  | 4 | 3 | 1 | 0 | 8  | 1  | +7  | C     |
| 3    | Estados Unidos | 9   | 4 | 3 | 0 | 1 | 10 | 4  | +6  | A     |
| 4    | Costa Rica     | 6   | 4 | 1 | 3 | 0 | 4  | 3  | +1  | D     |

#### Chaveamento
|  | Semifinais     | Semifinais     | Semifinais |        |                      | Final                | Final | Final |  |
|  |                |                |            |        |                      |                      |       |       |  |
|  | Honduras       | Honduras       | 0          |        |                      |                      |       |       |  |
|  | Honduras       | Honduras       | 0          |        |                      |                      |       |       |  |
|  | Estados Unidos | Estados Unidos | 1          |        |                      |                      |       |       |  |
|  | Estados Unidos | Estados Unidos | 1          |        | Estados Unidos (pro) | Estados Unidos (pro) | 3     |       |  |
|  |                |                |            |        | Estados Unidos (pro) | Estados Unidos (pro) | 3     |       |  |
|  |                |                | México     | México | 2                    |                      |       |       |  |
|  | México (p)     | México (p)     | México     | México | 2                    | 0 (5)                |       |       |  |
|  | México (p)     | México (p)     |            |        |                      |                      |       |       |  |
|  | Costa Rica     | Costa Rica     | 0 (4)      |        |                      |                      |       |       |  |

Todas as partidas seguem o fuso horário UTC−6.

#### Semifinais
| 3 de junho de 2021 | Honduras | 0 – 1     | Estados Unidos | Empower Field at Mile High, Denver |
| 17:30              |          | Relatório | Siebatcheu 89' | Árbitro: JAM Oshane Nation         |

| 3 de junho de 2021 | México | 0 – 0     | Costa Rica | Empower Field at Mile High, Denver |
| 20:00              |        | Relatório |            | Árbitro: GUA Bryan López           |

|                                           |       | Penalidades                               |  |
| Antuna Lozano Pineda Pulido Romo Gallardo | 5 – 4 | Venegas Duarte Alfaro Lassiter Calvo Cruz |  |

#### Disputa pelo terceiro lugar
| 6 de junho de 2021 | Honduras                    | 2 – 2     | Costa Rica              | Empower Field at Mile High, Denver      |
| 16:30              | E. Rodríguez 48' · Elis 80' | Relatório | Campbell 8' · Calvo 85' | Público: 37 648 Árbitro: GRN Reon Radix |

|                                             |       | Penalidades                               |  |
| A. López Elis Benguché Toro Acosta Alvarado | 5 – 4 | Venegas Calvo Lassiter Torres Mora Tejeda |  |

#### Final
| 6 de junho de 2021 | Estados Unidos                                | 3 – 2     | México                 | Empower Field at Mile High, Denver      |
| 19:00              | Reyna 27' · McKennie 82' · Pulisic 114' (pen) | Relatório | Corona 2' · Laynez 79' | Público: 37 648 Árbitro: PAN John Pitti |

### Campeão
| Liga das Nações da Concacaf 2019-20 |
| Estados Unidos                      |
| ----------------------------------- |
| Estados Unidos Campeão (1º título)  |

## Liga B
| Legenda | Legenda                                                                |
| ------- | ---------------------------------------------------------------------- |
|         | Promoção a Liga A de 2022–23 Classificação para a Copa Ouro de 2021    |
|         | Avança para a primeira fase das eliminatórias para a Copa Ouro de 2021 |
|         | Rebaixamento a Liga C de 2022–23                                       |

### Grupo A
| Pos. | Seleção               | Pts | J | V | E | D | GP | GC | SG |
| ---- | --------------------- | --- | - | - | - | - | -- | -- | -- |
| 1    | Granada               | 14  | 6 | 4 | 2 | 0 | 8  | 4  | +4 |
| 2    | Guiana Francesa       | 8   | 6 | 2 | 2 | 2 | 8  | 6  | +2 |
| 3    | Belize                | 6   | 6 | 2 | 0 | 4 | 6  | 12 | –6 |
| 4    | São Cristóvão e Neves | 5   | 6 | 1 | 2 | 3 | 8  | 8  | 0  |

|                       |     | São Cristóvão e Neves | Belize | Granada |
| --------------------- | --- | --------------------- | ------ | ------- |
| Guiana Francesa       |     | 3–1                   | 3–0    | 0–0     |
| São Cristóvão e Névis | 2–2 |                       | 0–1    | 0–0     |
| Belize                | 2–0 | 0–4                   |        | 1–2     |
| Granada               | 1–0 | 2–1                   | 3–2    |         |

### Grupo B
| Pos. | Seleção              | Pts | J | V | E | D | GP | GC | SG |
| ---- | -------------------- | --- | - | - | - | - | -- | -- | -- |
| 1    | El Salvador          | 15  | 6 | 5 | 0 | 1 | 10 | 1  | +9 |
| 2    | Monserrate           | 8   | 6 | 2 | 2 | 2 | 4  | 5  | –1 |
| 3    | República Dominicana | 7   | 6 | 2 | 1 | 3 | 5  | 5  | 0  |
| 4    | Santa Lúcia          | 4   | 6 | 1 | 1 | 4 | 2  | 10 | –8 |

|                      | El Salvador | República Dominicana | Santa Lúcia | Monserrate (ilha) |
| -------------------- | ----------- | -------------------- | ----------- | ----------------- |
| El Salvador          |             | 2–0                  | 3–0         | 1–0               |
| República Dominicana | 1–0         |                      | 3–0         | 0–0               |
| Santa Lúcia          | 0–2         | 1–0                  |             | 0–1               |
| Montserrat           | 0–2         | 2–1                  | 1–1         |                   |

### Grupo C
| Pos. | Seleção           | Pts | J | V | E | D | GP | GC | SG  |
| ---- | ----------------- | --- | - | - | - | - | -- | -- | --- |
| 1    | Jamaica           | 16  | 6 | 5 | 1 | 0 | 21 | 1  | +20 |
| 2    | Guiana            | 10  | 6 | 3 | 1 | 2 | 12 | 10 | +2  |
| 3    | Antígua e Barbuda | 9   | 6 | 3 | 0 | 3 | 8  | 17 | –9  |
| 4    | Aruba             | 0   | 6 | 0 | 0 | 6 | 5  | 18 | –13 |

|                   | Jamaica | Guiana | Antígua e Barbuda | Aruba |
| ----------------- | ------- | ------ | ----------------- | ----- |
| Jamaica           |         | 1–1    | 6–0               | 2–0   |
| Guiana            | 0–4     |        | 5–1               | 4–2   |
| Antígua e Barbuda | 0–2     | 2–1    |                   | 2–1   |
| Aruba             | 0–6     | 0–1    | 2–3               |       |

### Grupo D
| Pos. | Seleção                  | Pts | J | V | E | D | GP | GC | SG  |
| ---- | ------------------------ | --- | - | - | - | - | -- | -- | --- |
| 1    | Suriname                 | 13  | 6 | 4 | 1 | 1 | 16 | 5  | +11 |
| 2    | São Vicente e Granadinas | 11  | 6 | 3 | 2 | 1 | 6  | 4  | +2  |
| 3    | Nicarágua                | 7   | 6 | 2 | 1 | 3 | 9  | 11 | –2  |
| 4    | Dominica                 | 3   | 6 | 1 | 0 | 5 | 3  | 14 | –11 |

|                          | Nicarágua | Suriname | São Vicente e Granadinas | Dominica |
| ------------------------ | --------- | -------- | ------------------------ | -------- |
| Nicarágua                |           | 1–2      | 1–1                      | 3–1      |
| Suriname                 | 6–0       |          | 0–1                      | 4–0      |
| São Vicente e Granadinas | 1–0       | 2–2      |                          | 1–0      |
| Dominica                 | 0–4       | 1–2      | 1–0                      |          |

## Liga C
| Legenda | Legenda                                                                                             |
| ------- | --------------------------------------------------------------------------------------------------- |
|         | Promoção a Liga B de 2022–23 Avança para a primeira fase das eliminatórias para a Copa Ouro de 2021 |

### Grupo A
| Pos. | Seleção                  | Pts | J | V | E | D | GP | GC | SG  |
| ---- | ------------------------ | --- | - | - | - | - | -- | -- | --- |
| 1    | Barbados                 | 12  | 6 | 4 | 0 | 2 | 14 | 4  | +10 |
| 2    | Ilhas Caimã              | 12  | 6 | 4 | 0 | 2 | 7  | 8  | –1  |
| 3    | São Martinho Francês     | 9   | 6 | 3 | 0 | 3 | 7  | 8  | –1  |
| 4    | Ilhas Virgens Americanas | 3   | 6 | 1 | 0 | 5 | 3  | 11 | –8  |

|                          | Barbados | Ilhas Cayman | São Martinho (França) | Ilhas Virgens Americanas |
| ------------------------ | -------- | ------------ | --------------------- | ------------------------ |
| Barbados                 |          | 3–0          | 4–0                   | 1–0                      |
| Ilhas Cayman             | 3–2      |              | 1–0                   | 1–0                      |
| Saint Martin             | 1–0      | 3–0          |                       | 1–2                      |
| Ilhas Virgens Americanas | 0–4      | 0–2          | 1–2                   |                          |

### Grupo B
| Pos. | Seleção                  | Pts | J | V | E | D | GP | GC | SG  |
| ---- | ------------------------ | --- | - | - | - | - | -- | -- | --- |
| 1    | Bahamas                  | 10  | 4 | 3 | 1 | 0 | 10 | 2  | +8  |
| 2    | Bonaire                  | 7   | 4 | 2 | 1 | 1 | 10 | 8  | +2  |
| 3    | Ilhas Virgens Britânicas | 0   | 4 | 0 | 0 | 4 | 5  | 15 | –10 |

|                          | Bonaire | Bahamas | Ilhas Virgens Britânicas |
| ------------------------ | ------- | ------- | ------------------------ |
| Bonaire                  |         | 1–1     | 4–2                      |
| Bahamas                  | 2–1     |         | 3–0                      |
| Ilhas Virgens Britânicas | 3–4     | 0–4     |                          |

### Grupo C
| Pos. | Seleção    | Pts | J | V | E | D | GP | GC | SG  |
| ---- | ---------- | --- | - | - | - | - | -- | -- | --- |
| 1    | Guatemala  | 12  | 4 | 4 | 0 | 0 | 25 | 0  | +25 |
| 2    | Porto Rico | 6   | 4 | 2 | 0 | 2 | 6  | 12 | –6  |
| 3    | Anguila    | 0   | 4 | 0 | 0 | 4 | 2  | 21 | –19 |

|            | Guatemala | Porto Rico | Anguila |
| ---------- | --------- | ---------- | ------- |
| Guatemala  |           | 5–0        | 10–0    |
| Porto Rico | 0–5       |            | 3–0     |
| Anguilla   | 0–5       | 2–3        |         |

### Grupo D
| Pos. | Seleção                 | Pts | J | V | E | D | GP | GC | SG  |
| ---- | ----------------------- | --- | - | - | - | - | -- | -- | --- |
| 1    | Guadalupe               | 12  | 4 | 4 | 0 | 0 | 20 | 2  | +18 |
| 2    | Turcas e Caicos         | 6   | 4 | 2 | 0 | 2 | 8  | 17 | –9  |
| 3    | São Martinho Neerlandês | 0   | 4 | 0 | 0 | 4 | 6  | 15 | –9  |

|                | Guadalupe | Turcas e Caicos | São Martinho (Antilhas Neerlandesas) |
| -------------- | --------- | --------------- | ------------------------------------ |
| Guadalupe      |           | 10–0            | 5–1                                  |
| Turks e Caicos | 0–3       |                 | 3–2                                  |
| Sint Maarten   | 1–2       | 2–5             |                                      |